# 폴 워커
폴 윌리엄 워커 4세(Paul William Walker Ⅳ, 1973년 9월 12일 ~ 2013년 11월 30일)는 미국의 배우이다. 미국 드라마에 단역으로 출연하면서 연기를 시작하였다. 1986년 《공포의 실로폰》으로 영화 데뷔하여 《그들만의 계절》 (1999), 《쉬즈 올 댓》 (1999), 《스컬스》 (2000) 등에 출연하며 경력을 쌓았다. 2001년 거리 자동차 경주를 소재로 한 액션 영화 《분노의 질주》에서 브라이언 오코너 역을 맡아 국제적인 명성을 얻었다. 이후 3편 《패스트 & 퓨리어스: 도쿄 드리프트》를 제외한 7편까지 모든 《분노의 질주 시리즈》에 출연하였다. 이 외에도 《캔디 케인》 (2001), 《타임라인》 (2003), 《블루 스톰》 (2005), 《에이트 빌로우》 (2006), 《러닝 스케어드》 (2006), 《바비 Z의 삶과 죽음》 (2007), 《라자루스 프로젝트》 (2008), 《비히클 19》 (2013), 《폰 샵 클로니클스》 (2013) 등에 출연하였다.
2013년 11월 30일 친구이자 전직 프로 레이서인 로저 로다스와 함께 포르쉐를 타고 가다 가로수를 들이받는 사고 이후 발생한 차량 화재로 사망하였다. 이로 인해《아워즈》 (2013), 《브릭 맨션: 통제불능 범죄구역》 (2014), 《분노의 질주: 더 세븐》 (2015)은 유작이 되었으며 특히 '분노의 질주: 더 세븐'은 분량문제와 각본수정 문제가 생겨 처음부터 새로 촬영할 수 밖에 없었다. 재촬영은 폴 워커와 비슷한 얼굴과 체격을 가진 두 동생인 칼렙 워커, 코디 워커가 대역을 해주며 촬영했고 극중 폴 워커의 캐릭터인 '브라이언 오코너'는 둘째가 생기는 바람에 범죄현장을 완전히 떠난다는 설정으로 영화에서 사라지게 되었다. 그리고 영화의 마지막 장면에서 폴 워커를 추모하기 위해 만들어진 찰리 푸스의 "See You Again"가 삽입됐다.

## 성장 과정
워커는 캘리포니아주의 글렌데일에서 패션 모델인 어머니 셰릴 (옛 이름 크랩트리)과 하수관 도급업자이자 골든 글러브에서 2번 챔피언이었던 아버지 폴 윌리엄 워커 3세 사이에서 태어났다. 워커는 잉글랜드계, 독일계, 스위스계, 아일랜드계 혈통을 지닌다. 3남2녀 중 첫째(장남)이며, 남동생 케일럽, 코디, 여동생 애슐리와 에이미 워커가 있다. 주로 로스앤젤레스의 선랜드터헝가 지역에서 자랐다. 고등학교는 1991년 선밸리에 있는 빌리지 기독교 학교를 졸업했다. 고등학교 졸업 후, 워커는 남부 캘리포니아는 여러 커뮤니티 칼리지를 다니면서 주로 해양생물학을 공부하였다.

## 경력
워커는 2살이 되던 1975년 팸퍼스의 기저귀 광고 출연을 시작으로 어릴 때부터 여러 텔레비전 광고에 출연하기 시작했다. 1985년 쇼비즈 피자 광고에 출연했다. 1984년과 1994년에 《CBS 스쿨브레이크 스페셜》, 1985년부터 1986년까지 《천사 조나단》, 1990년 《찰스 인 차지》, 1991년 《후즈 더 보스?》, 1991년 《왓 어 더미》, 1992년 《더 영 앤 더 레스트리스》, 1994년 《터치드 바이 언 엔젤》과 같은 드라마에 단역으로 출연하며 경력을 쌓았다. 1986년에 영화 《공포의 실로폰》에 출연하여 영화 데뷔를 하였다. 1987년에는 《프로그램 투 킬》에는 제이슨 역할로 출연했다. 같은 해, 워커는 드라마 《스롭》에서 제러미 비티 역을 맡아 23개 에피소드에 출연했다. 1998년에 워커와 여동생 애슐리는 게임 쇼 《아임 텔링!》에 출연하여 2등을 하였다. 워커는 같은 해 출연한 코미디 영화 《미트 더 디들스》로 이름을 알렸다. 이 후, 1998년 《플레전트빌》, 1999년 《그들만의 계절》, 1999년 《쉬즈 올 댓》, 2000년 《스컬스》에 출연하였다.

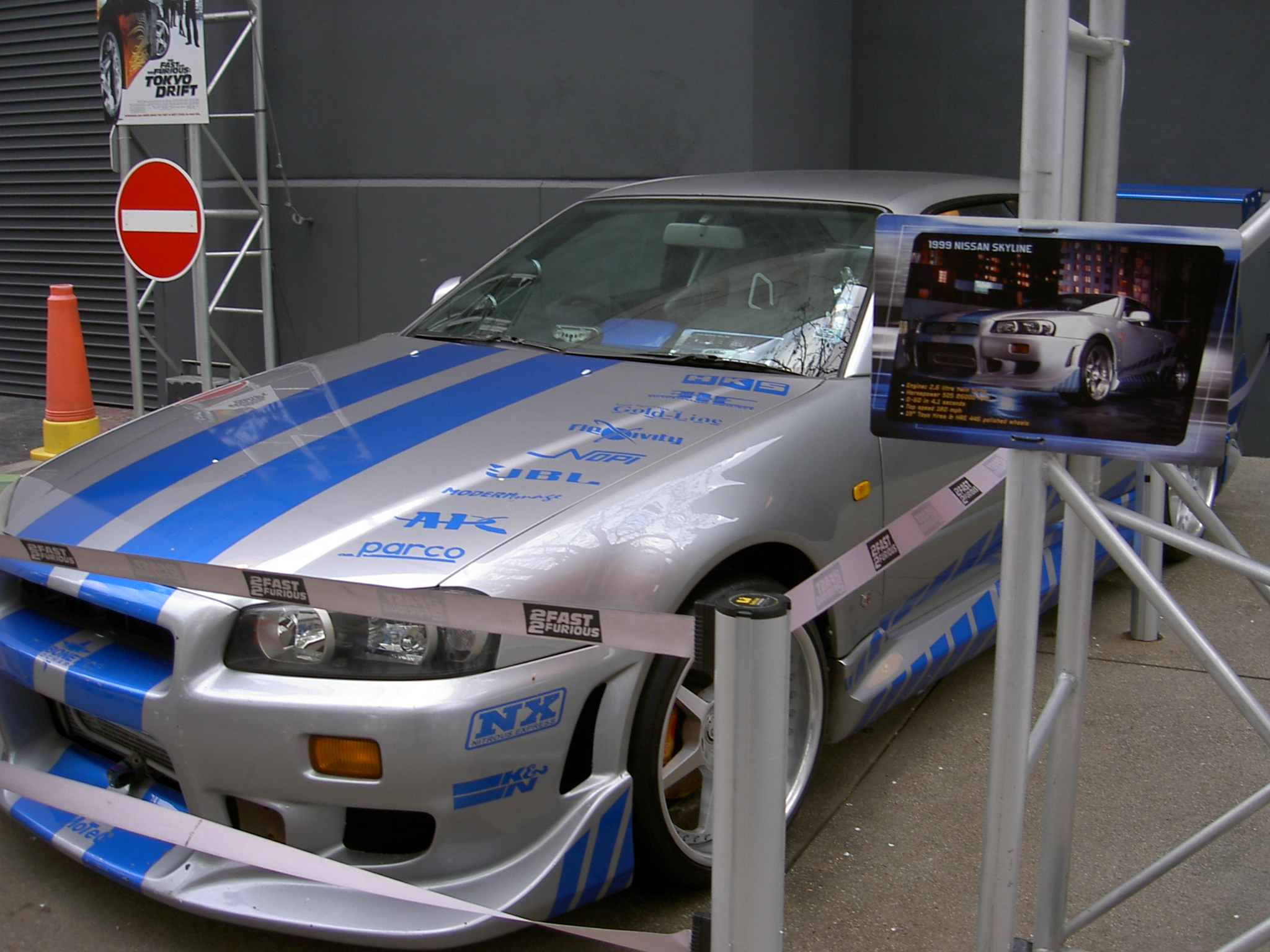
워커는 《패스트 & 퓨리어스 2》에서 닛산 스카이라인 GT-R을 운전했다.

2001년 워커는 《분노의 질주》 (패스트 & 퓨리어스)에 빈 디젤과 대립하는 FBI 경찰 브라이언 오코너 역으로 출연하였다. 영화는 상업적으로 성공하였으며, 워커의 이름도 크게 알렸다. 《분노의 질주》의 성공으로 워커는 이 후 몇 작품에 주연으로 출연하게 되었다. 2001년 공포 영화 《캔디 케인》에는 UC 버클리 학생 루이스 토머스 역을 맡았다. 상업적으로 크게 성공은 하지는 않았지만, 대체적으로 좋은 평을 받았다. 2003년 《분노의 질주》의 속편인 《패스트 & 퓨리어스 2》에도 같은 역으로 출연하게 되었다. 2003년에는 SF 영화 《타임라인》에서 크리스 존스턴 역을 맡았다. 이 영화는 마이클 크라이튼의 동명 소설을 원작으로 한 것이다. 영화는 상업적으로도 실패하였으며, 비평가로부터도 혹평을 받았다. 2004년에는 크리스마스를 배경으로 한 영화 《스위트 크리스마스》에서 마이크 라일리 역을 맡아 페넬로페 크루스와 호흡을 맞추었다. 2005년에는 《블루 스톰》에서 재러드 역을 맡아 제시카 알바와도 호흡을 맞추었다. 하지만, 흥행에도 실패하고 혹평을 받았다.

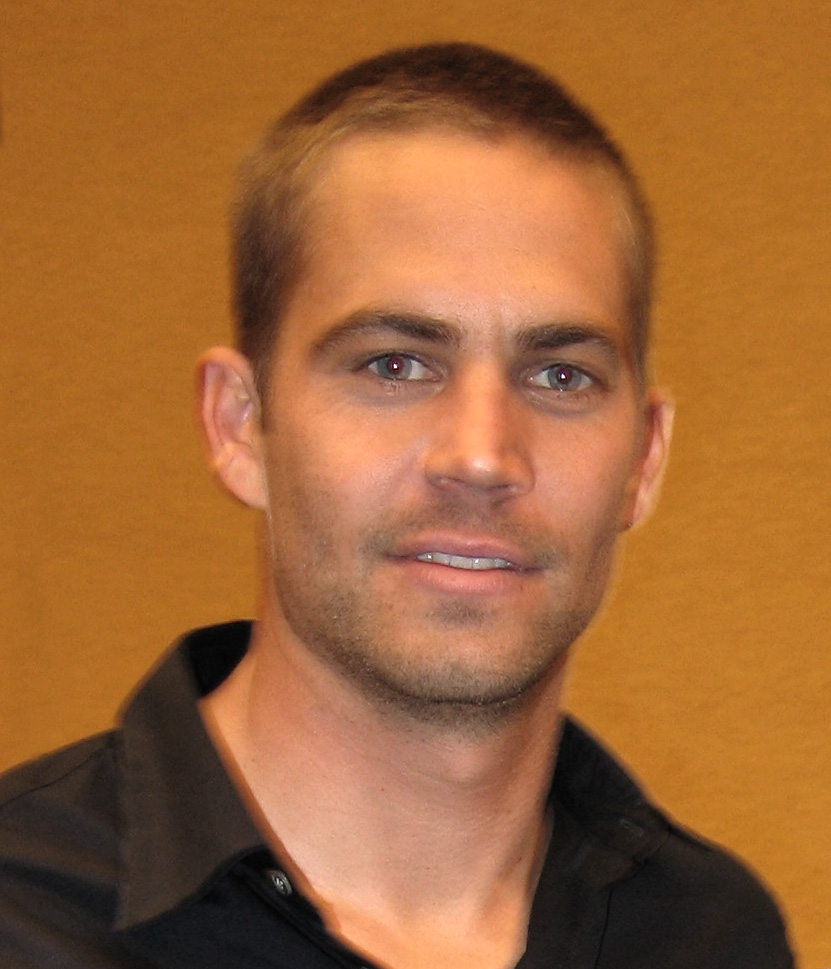
2006년 2월 컨벤션에서 워커

2006년에는 《에이트 빌로우》에서 남극의 탐사대원인 제리 셰퍼드 역으로 출연하였다. 영화는 흥행에 성공하였으며, 호평을 받았다. 같은 해, 《러닝 스케어드》에서는 조이 가젤 역을 맡았다. 《러닝 스케어드》의 감독 웨인 크레이머는 워커에 대해 “수준 있는 사람이다.”라고 말했다. 또, 영화 속 등장인물 조이와 비교하면서 “워커와 같이 일하는 것은 좋다. 감독의 입장에서 워커는 이 영화는 무슨 영화인지 내 시야에서 완전히 도움이 되었다.”라고 하였다. 같은 해, 《아버지의 깃발》에서 행크 핸슨 역을 연기했다. 2007년에는 《바비 Z의 삶과 죽음》에서 팀 키어니 역을 연기했다. 2008년, 스릴러 영화 《라자루스 프로젝트》에서 벤 가비 역을 맡았다. 벤은 약물이 주입되어 점점 잃어버리는 기억과 현재의 모습에 혼란스러워하는 인물이다. 2009년에는 다시 《분노의 질주 시리즈》로 돌아와 《분노의 질주: 더 오리지널》에 출연했다. 《테이커스》에는 존 라웨이 역으로 출연하였다. 이 영화는 2008년 9월 촬영을 시작하였으며, 2010년 공개되었다.
워커는 2011년 7월부터 코티의 향수 브랜드 다비도프 쿨 워터 포 맨의 모델이 되었다. 《분노의 질주 시리즈》의 다섯번째 작품인 《분노의 질주: 언리미티드》에도 출연하였으며, 2011년 공개되었다. 2013년 공개된 《비히클 19》에서 마이클 우즈 역을 연기했다. 《분노의 질주: 더 맥시멈》 또한 같은 해 공개되었다. 웨인 크레이거 감독 작품의 《폰 샵 클로니클스》도 출연하여 같은 해에 공개되었는데, 이 작품은 워커의 사망하기 전 마지막 작품이 되었다.
허리케인 카트리나를 소재로 한 《아워즈》는 2013년 초반에 완성되었으며, 워커가 사망하고 2주 뒤인 12월에 개봉되었다. 프랑스 영화 《13구역》을 리메이크한 《브릭 맨션: 통제불능 범죄구역》은 2014년 4월에 개봉되었다. 《분노의 질주: 더 세븐》은 원래 2014년 7월 개봉될 예정이었으나, 워커가 촬영을 다 마치지 못하고 사망하였기 때문에 남동생인 칼렙과 코디가 대신 촬영 및 컴퓨터 그래픽을 이용하여 마무리 되었고, 2015년 4월에 공개되었다. 워커는 《히트맨: 에이전트 47》에서 에이전트 47를 연기하려고 하였지만, 제작되기도 전에 사망하였다.

## 사생활

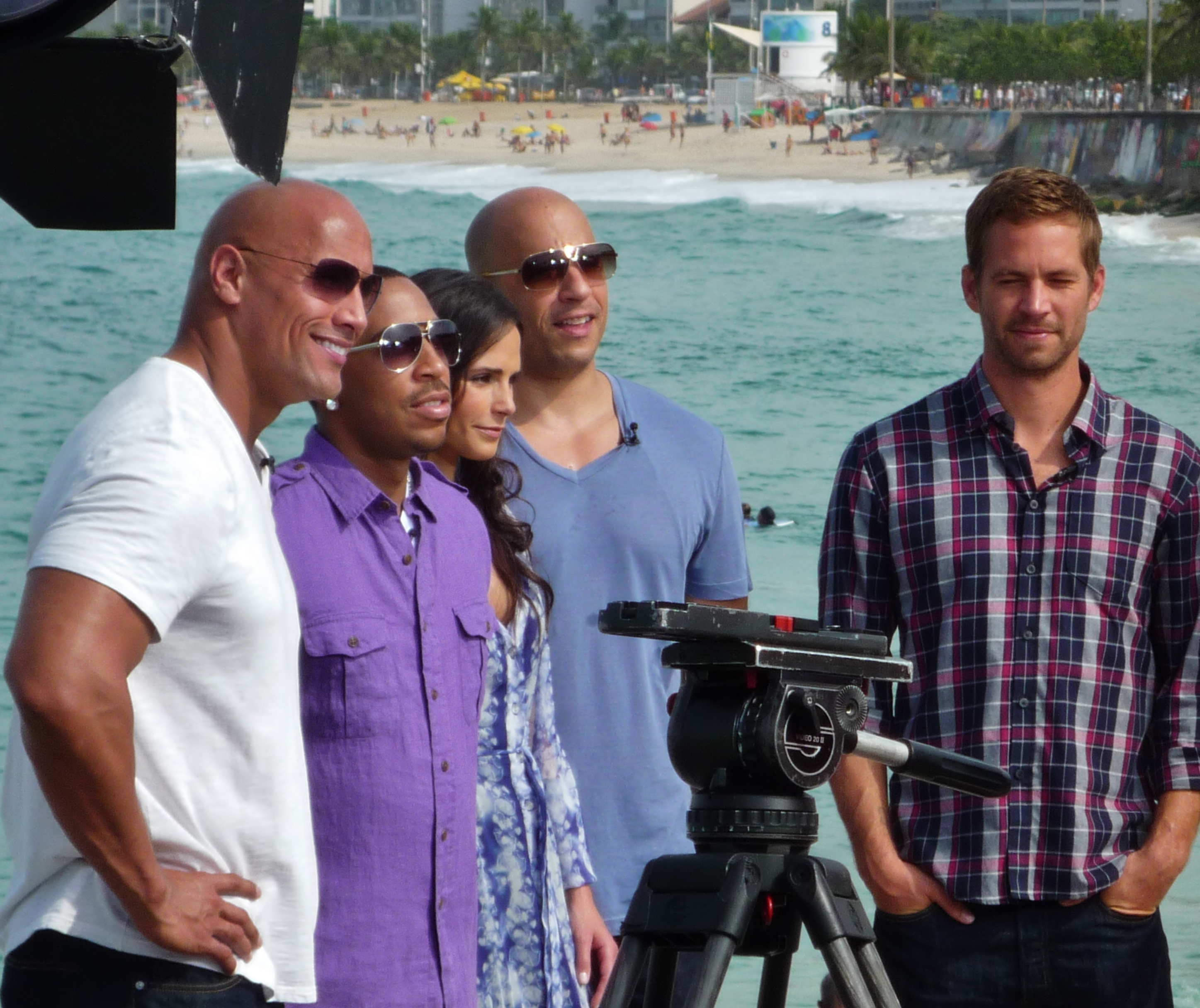
왼쪽부터 드웨인 존슨, 루다크리스, 조더나 브루스터, 빈 디젤, 워커. 워커는 《분노의 질주》 배우들과 매우 친하게 지냈다.

워커는 개들과 캘리포니아주의 샌타바버라에서 살았다. 한때 여자친구였던 리베카 소터로스(Rebecca Soteros) 사이에 낳은 딸 메도우 워커(Meadow Walker)가 있다. 메도우는 13년간 어머니와 같이 하와이에서 살다가 2011년 워커랑 살기 위해 캘리포니아로 이주하였다. 워커의 사후 빈 디젤이 메도우의 대부가 되었다. 워커는 자스민 고스넬하고도 교제했었다.
브라질 유술 단체인 파라곤 주짓수의 히카르두 밀러 밑에서 갈색띠를 땄으며, 워커의 사후 검정띠를 수여받았다.
워커는 해양생물학에 관심이 많았다. 2006년, 빌피시 재단 이사회에 가입하기도 했다. 2010년 6월 내셔널 지오그래픽 채널의 다큐멘터리 《Shark Man》에서 해양 환경을 보존하는 임무를 수행하는 팀원으로 11일간 멕시코 해역에서 보냈다. 팀원들과 함께 백상어를 잡아서 DNA 샘플을 채취하고 위치추적기를 다는 것과 같은 여러 임무를 수행했다.
워커는 또한 자동차 애호가였다. 레드라인 타임 어택 대회에서 워커는 M3 E92를 타고 몰았다. 워커는 죽기 전 오토 쇼를 준비했었다.
로저 로다스(Roger Rodas)는 2007년에 워커의 재정 재문가가 되었으며, 인도주의 및 자센 단체 리치 아웃 월드와이드(Reach Out Worldwide)를 설립하는 데 도움을 주었다. 친구이자 사업 파트너였던 로다스 또한 자동차 경주를 즐긴다. 로다스와 워커는 발렌시아의 자동차 가게 올웨이즈 이볼빙(Always Evolving)을 운영했으나 로다스와 같이 사망한 후에 문을 닫았다.
2010년 3월, 워커는 리치 아웃 월드와이드와 함께 2월 27일 발생한 지진의 피해자들을 돕기 위해 칠레의 콘스티투시온으로 향했으며, 이 후 2010년 아이티 지진의 피해자들을 돕기 위해 아이티로도 향했다.
《분노의 질주 시리즈》에서 같이 출연한 타이리스 깁슨과는 친한 친구 사이였다. 빈 디젤은 워커를 형제처럼 생각했으며, 워커를 "파블로"라고 불렀다. 워커의 어머니는 아들인 폴을 디젤의 "다른 반쪽"이라고 하였다.
워커는 예수 그리스도 후기성도 교회 신자로 자랐으나, 성인이 된 후 워커는 일반 기독교를 믿는다고 하였다.

## 죽음

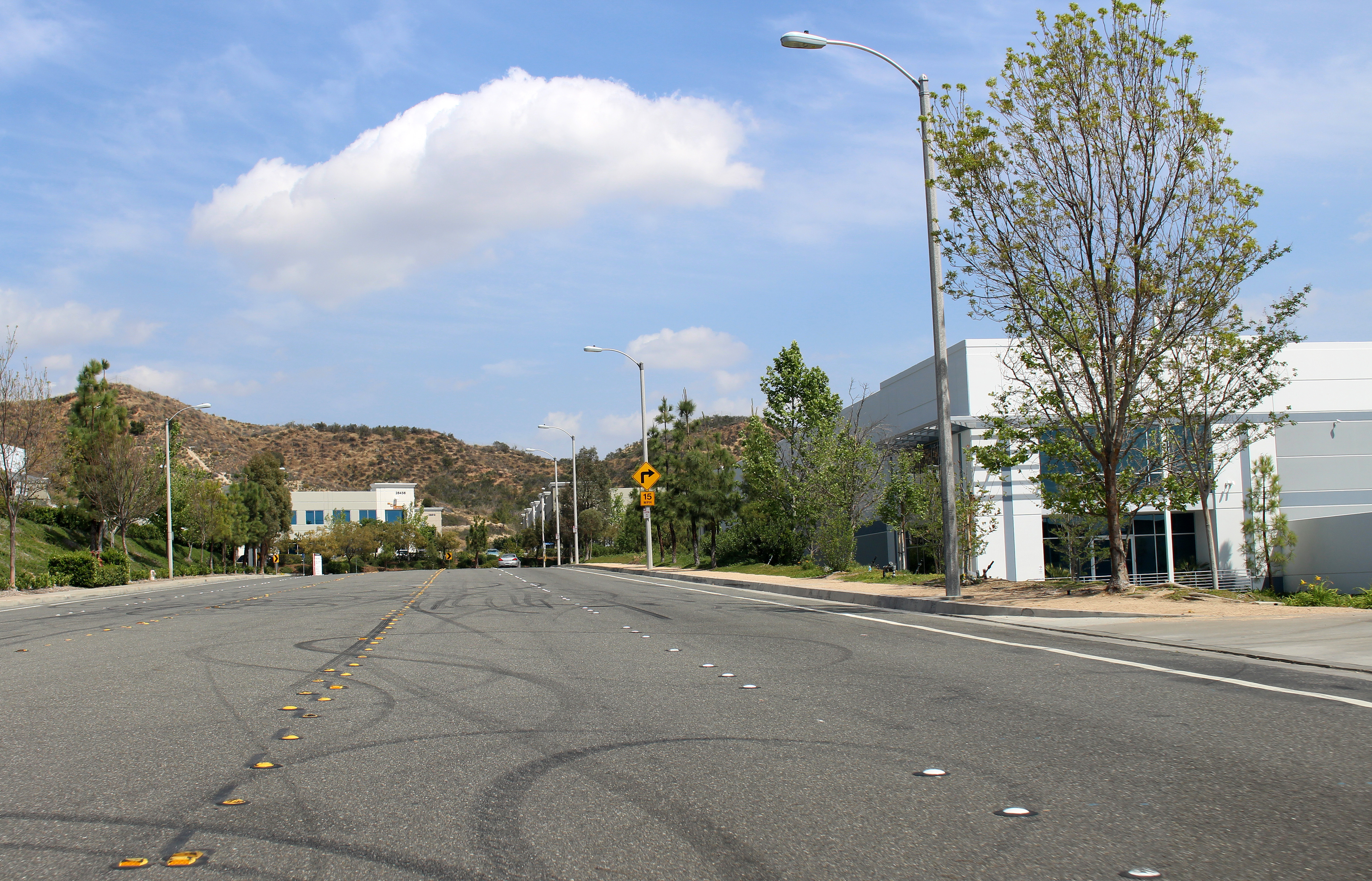
워커가 사망한 곳인 허큘리스 스트리트의 모습 (2015년 4월)

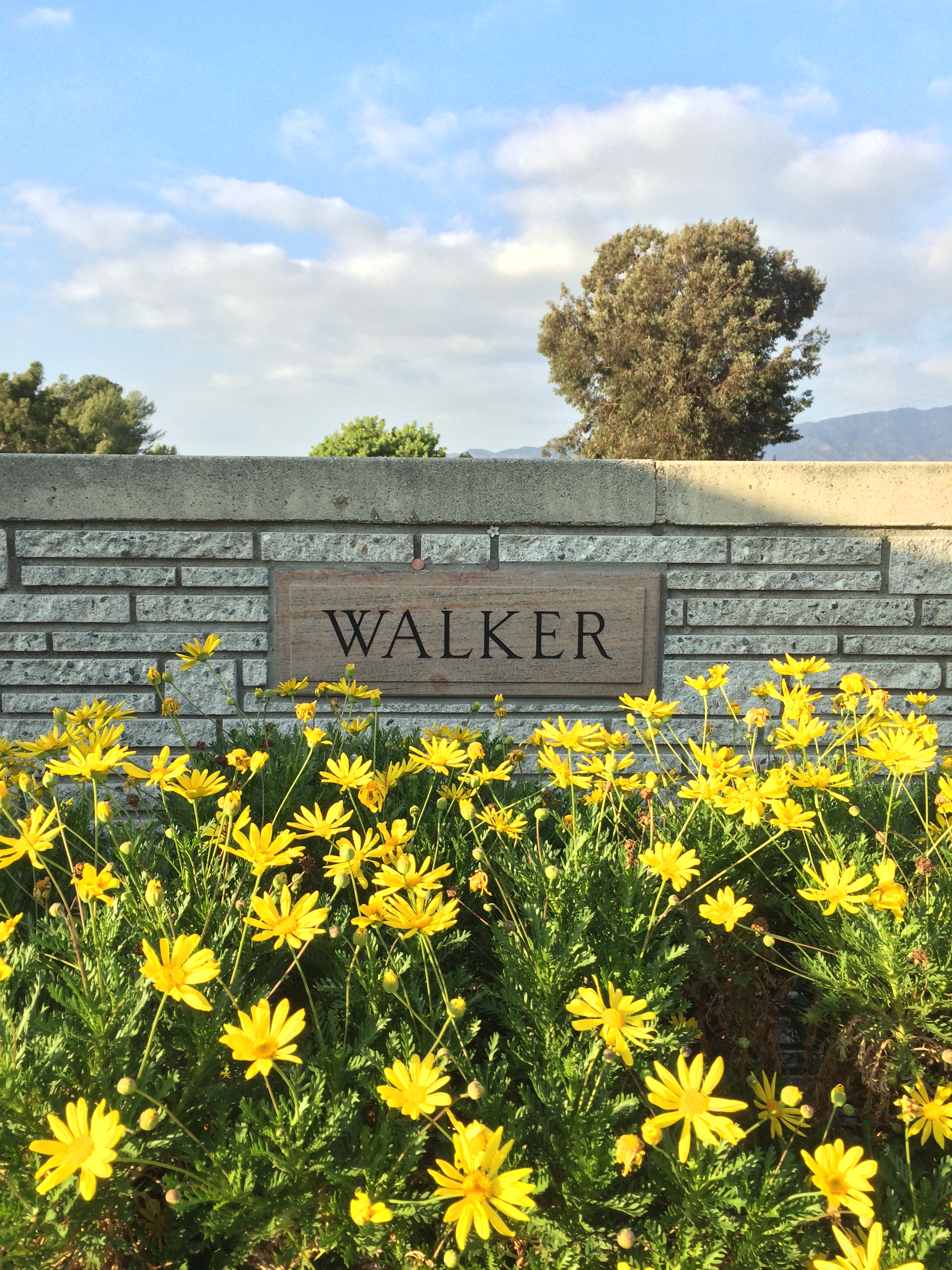
할리우드힐스 포리스트 론 메모리얼 파크의 워커 무덤

워커와 로다스는 2013년 11월 30일 오후 3시 30분경 (PST) 태풍 하이옌 피해자들을 돕기 위한 이재민 자선행사에 참가한 후 로다스 소유의 붉은색 2005 포르쉐 카레라 GT로 귀가하고 있었다. 시속 45마일 구간인 발렌시아에 소재한 켈리 존슨 파크웨이의 허큘리스 스트리트에서 주행하던 도중 가로등과 가로수에 추돌하였으며, 포르쉐는 불길에 휩싸였다. 이 장면들은 모두 보안 카메라에 잡혔다. 당국은 로다스가 운전석, 워커가 조수석에 앉아있던 것으로 확인했으며, 로스앤젤레스 군 보안국은 현장에서 즉사한 것으로 발표했다. 로다스는 여러 치아 외상으로, 워커는 화재로 인한 여러 외상으로 사망한 것이라고 로스앤젤레스 군 검시관실이 밝혔다. 로다스와 워커의 몸은 화재로 형체가 알아볼 수 없을 정도였다.
사망 장소는 드리프트 주행을 하는 곳으로 사고 다발 지역이다. 검시관은 2005 포르쉐 카레라 GT가 충돌하기 전에 시속 160km로 달렸을 가능성이 있다고 했으며, 알코올이나 약물의 가능성은 없다고 하였다. 또, 사고 당시 차의 기술적인 문제나 거리 지형 문제에 대한 것은 없었다고 발표했다. 경찰은 또한 드래그 레이싱을 한 것은 아니며, 다른 자동차의 개입의 증거는 없다고 발표했다. 차의 잔해들은 견인했지만, 제임슨 브룩스 위티와 앤서니 재노라는 두 명의 남자가 차의 뚜껑을 절도했다가 붙잡혔다. 워커의 부검 결과, 사인은 차에 화재가 나기 전 기관지로의 연기 흡입이었다.
2014년 3월, 위 조사에서 사고의 결정적 요인은 과속이라고 밝혀졌다. 자동차는 80에서 93mph로 달리고 있었으며, 타이어 또한 9년된 것이었다
《분노의 질주: 더 세븐》의 일부 촬영분을 남기고 사망했기 때문에, 유니버설 픽처스는 영화에 대한 방향을 결정하기 전에 유족 측이 원하는 바로 이끌기 위해 제작 상황에 대해 쉽게 가늠할 수 없는 상태라고 밝혔다.
수많은 배우들과 친구들은 소셜 미디어에 애도를 하였다. 워커는 포리스트 론 메모리얼 파크의 묘지에 안장되었다.
2014년 12월, 워커의 아버지는 로저 로다스와 워커가 공동으로 소유한 자동차들의 수입 발생에 대한 "비례적 분배"에 관해 소송을 제기했다. 2015년 9월에는 딸인 메도우가 차량에 대한 결함 등의 이유로 포르쉐를 상대로 소송을 제기했다. 2015년 9월 9일, 포르쉐 북아메리카 대변인 캘빈 킴은 “우리가 전에 말했듯이, 누군가 포르쉐 차량으로 다친다면 슬프지만, 우리는 무모하고도 과속한 운전을 했다는 당국의 보고서를 믿는다.”며 소송에 관한 건 본 적도 없으며 언급하지도 않을 것이라고 말했다.

## 수상 및 후보 목록
| 연도 | 상                            | 부문                                      | 출연 작품                   | 결과 |
| ---- | ----------------------------- | ----------------------------------------- | --------------------------- | ---- |
| 1993 | 영 아티스트 어워드            | 주간 드라마 어린 배우상                   | 《더 영 앤 더 레스트리스》  | 후보 |
| 1994 | 영 아티스트 어워드            | 연속극 어린 배우상                        | 《더 영 앤 더 레스트리스》  | 후보 |
| 1994 | 소프 오페라 다이제스트 어워드 | 뛰어난 남자 신인상                        | 《더 영 앤 더 레스트리스》  | 후보 |
| 1998 | 영 아티스트 어워드            | 텔레비전 드라마 젊은 게스트 배우상        | 《천사 조나단》             | 후보 |
| 2000 | 영 할리우드 어워드            | 남자 신인상                               | 빈칸                        | 수상 |
| 2001 | 영 할리우드 어워드            | 스타일메이커상                            | 빈칸                        | 수상 |
| 2001 | 할리우드 영화상               | 떠오르는 남자 연기상                      | 《분노의 질주》             | 수상 |
| 2002 | MTV 무비 어워드               | 스크린 듀오상 (with. 빈 디젤)             | 《분노의 질주》             | 수상 |
| 2002 | MTV 무비 어워드               | 떠오르는 남자 연기상                      | 《분노의 질주》             | 후보 |
| 2003 | 틴 초이스 어워드              | 케미스트리상 (with. 워커의 자동차)        | 《패스트 & 퓨리어스 2》     | 수상 |
| 2011 | 틴 초이스 어워드              | 액션 배우상                               | 《분노의 질주: 언리미티드》 | 후보 |
| 2013 | 틴 초이스 어워드              | 케미스트리상 (with. 빈 디젤, 드웨인 존슨) | 《분노의 질주: 더 맥시멈》  | 후보 |
| 2014 | 아카풀코 블랙 필름 페스티벌   | 앙상블상                                  | 《분노의 질주: 더 맥시멈》  | 후보 |
| 2014 | MTV 무비 어워드               | 스크린 듀오상 (with. 빈 디젤)             | 《분노의 질주: 더 맥시멈》  | 수상 |
| 2015 | 틴 초이스 어워드              | 액션 배우상                               | 《분노의 질주: 더 세븐》    | 수상 |
| 2015 | 틴 초이스 어워드              | 케미스트리상 (with. 영화의 모든 배우)     | 《분노의 질주: 더 세븐》    | 후보 |